# Inga Ellis
Inga Ellis (11 de octubre de 1899 - 7 de febrero de 1986) fue una actriz teatral y cinematográfica de nacionalidad sueca. 
Nacida en el Municipio de Herrljunga, Suecia, su verdadero nombre era Inga Andrea Johanna Sundblad.
Estuvo casada desde 1923 con el actor y director Elis Ellis, siendo sus hijos el artista de revista Hans Ellis y Bengt Ellis, dibujante y pintor. Falleció en Estocolmo, Suecia, y fue enterrada en el Cementerio de la Iglesia de Danderyd.

## Filmografía
- 1921 : Fru Mariannes friare
- 1924 : Sten Stensson Stéen från Eslöv
- 1925 : Två konungar
- 1926 : Charleys tant

## Teatro
- 1922 : Dick eller Danny, de Lee Wilson Dodd, dirección de Erik Berglund, Blancheteatern[3][4]
- 1922 : Babyn, de Hans Sturm y Fritz Jakobstedter, dirección de Nils Arehn, Blancheteatern[5]
- 1926 : Kärlekstokar och abborrkrokar!, de Hedvig Nenzén, Klippans sommarteater[6]